# MoveIT gymnasiet
MoveITgymnasiet var ett svenskt utbildningsföretag som drev 8 gymnasier med samma namn runt om i Sverige, främst i Göteborgstrakten. Företaget led av dålig ekonomi och sviktande elevunderlag. Våren 2011 riktade Skolinspektionen hård kritik mot friskolekoncernens skolor i Göteborgsområdet och påtalade en rad allvarliga brister. Då bristerna ej åtgärdades beslutade Skolinspektionen att dra in bidragsrätten till skolorna. MoveITgymnasiet gick i konkurs 2011.

## Skolor
Moveit-gymnasiet drev 8 skolor i Sverige. I Göteborg hade de skolor i Långedrag, Gamlestaden, Torslanda. Moveit-gymnasiet fanns även i Kungsbacka, Västerås, Malmö, Eskilstuna, och Gävle.